# Åsarne
Åsarne è un'area urbana della Svezia situata nel comune di Berg, contea di Jämtland.
La popolazione rilevata nel censimento 2010 era di 268 abitanti .